# Liste der Monuments historiques in Lamballe-Armor
Die Liste der Monuments historiques in Lamballe-Armor führt die Monuments historiques in der französischen Gemeinde Lamballe-Armor auf.

## Liste der Bauwerke

### Lamballe
| Bezeichnung                  | Beschreibung | Standort                                        | Kennzeichnung | Schutzstatus | Datum     | Bild           |
| ---------------------------- | ------------ | ----------------------------------------------- | ------------- | ------------ | --------- | -------------- |
| Staatliches Gestüt           |              | Boulevard du Haras (Lage)                       | PA22000048    | Inscrit      | 2015      | weitere Bilder |
| Haus                         |              | 29, rue du Docteur-Calmette (Lage)              | PA00089226    | Inscrit      | 1930      |                |
| Haus aus dem 16. Jahrhundert |              | 33, rue du Docteur-Calmette (Lage)              | PA00089227    | Inscrit      | 1930      |                |
| Haus                         |              | 2, rue du Docteur-Lavergne (Lage)               | PA00089225    | Inscrit      | 1926      | weitere Bilder |
| Haus                         |              | 5, rue du Four (Lage)                           | PA00089228    | Inscrit      | 1926      | weitere Bilder |
| Haus                         |              | 6, rue du Four (Lage)                           | PA00089230    | Inscrit      | 1926      |                |
| Haus                         |              | 7, rue du Four (Lage)                           | PA00089229    | Inscrit      | 1926      | weitere Bilder |
| Haus des Henkers             |              | Place du Martray rue du Docteur-Calmette (Lage) | PA00089231    | Classé       | 1909 1964 | weitere Bilder |
| Stiftskirche Notre-Dame      |              | Rue Notre-Dame (Lage)                           | PA00089222    | Classé       | 1848      | weitere Bilder |
| Häuser                       |              | 2–4, parvis Saint-Jean (Lage)                   | PA00089232    | Inscrit      | 1964      |                |
| Häuser                       |              | 6–8, parvis Saint-Jean (Lage)                   | PA00089233    | Inscrit      | 1964      |                |
| Menhir von Guihalon          |              | (Lage)                                          | PA00089235    | Classé       | 1965      | weitere Bilder |
| Moulin de Saint-Lazare       | Windmühle    | (Lage)                                          | PA00089234    | Inscrit      | 1977      | weitere Bilder |
| Kirche St-Martin             |              | (Lage)                                          | PA00089224    | Classé       | 1907      | weitere Bilder |
| Kirche St-Jean               |              | (Lage)                                          | PA00089223    | Inscrit      | 1925      | weitere Bilder |
| Kreuz                        |              | Maroué (Lage)                                   | PA00089221    | Inscrit      | 1964      | weitere Bilder |
| Kreuz                        |              | La Poterie (Lage)                               | PA00089220    | Inscrit      | 1964      | weitere Bilder |
| Château de la Moglais        | Schloss      | (Lage)                                          | PA00089219    | Inscrit      | 2011      | weitere Bilder |
| Allée couverte du Chêne-Hut  |              | (Lage)                                          | PA00089218    | Classé       | 1963      | weitere Bilder |

### Meslin
| Bezeichnung                     | Beschreibung | Standort | Kennzeichnung | Schutzstatus   | Datum     | Bild           |
| ------------------------------- | ------------ | -------- | ------------- | -------------- | --------- | -------------- |
| Château de Cargouët             | Schloss      | (Lage)   | PA00089776    | Inscrit        | 1992      |                |
| Megalithen von la Lande du Gras |              | (Lage)   | PA00089330    | Inscrit Classé | 1996 1962 | weitere Bilder |

### Morieux
| Bezeichnung       | Beschreibung | Standort                   | Kennzeichnung | Schutzstatus   | Datum     | Bild           |
| ----------------- | ------------ | -------------------------- | ------------- | -------------- | --------- | -------------- |
| Kirche St-Gobrien |              | Place du 8 mai 1945 (Lage) | PA00089758    | Inscrit Classé | 1989 1995 | weitere Bilder |

### Planguenoual
| Bezeichnung                    | Beschreibung | Standort | Kennzeichnung | Schutzstatus | Datum | Bild           |
| ------------------------------ | ------------ | -------- | ------------- | ------------ | ----- | -------------- |
| Taubenturm Manoir de Vaujoyeux |              | (Lage)   | PA00089394    | Classé       | 1982  | weitere Bilder |

## Liste der Objekte

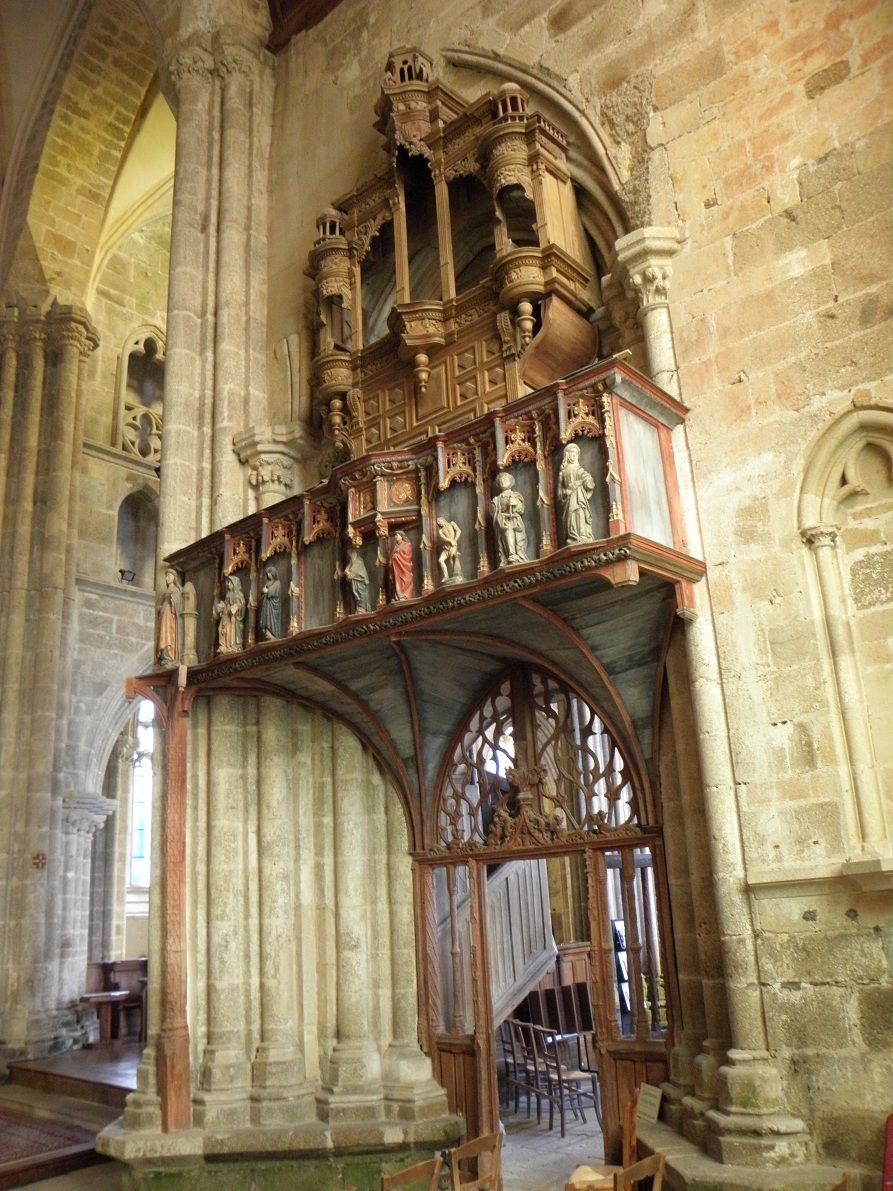
Lettner (15. Jahrhundert) in der Kirche Notre-Dame in Lamballe

- Monuments historiques (Objekte) in Lamballe in der Base Palissy des französischen Kultusministeriums
- Monuments historiques (Objekte) in Meslin in der Base Palissy des französischen Kultusministeriums
- Monuments historiques (Objekte) in Morieux in der Base Palissy des französischen Kultusministeriums
- Monuments historiques (Objekte) in Planguenoual in der Base Palissy des französischen Kultusministeriums